# Most kolejowy na Sanie w Kępie Rzeczyckiej

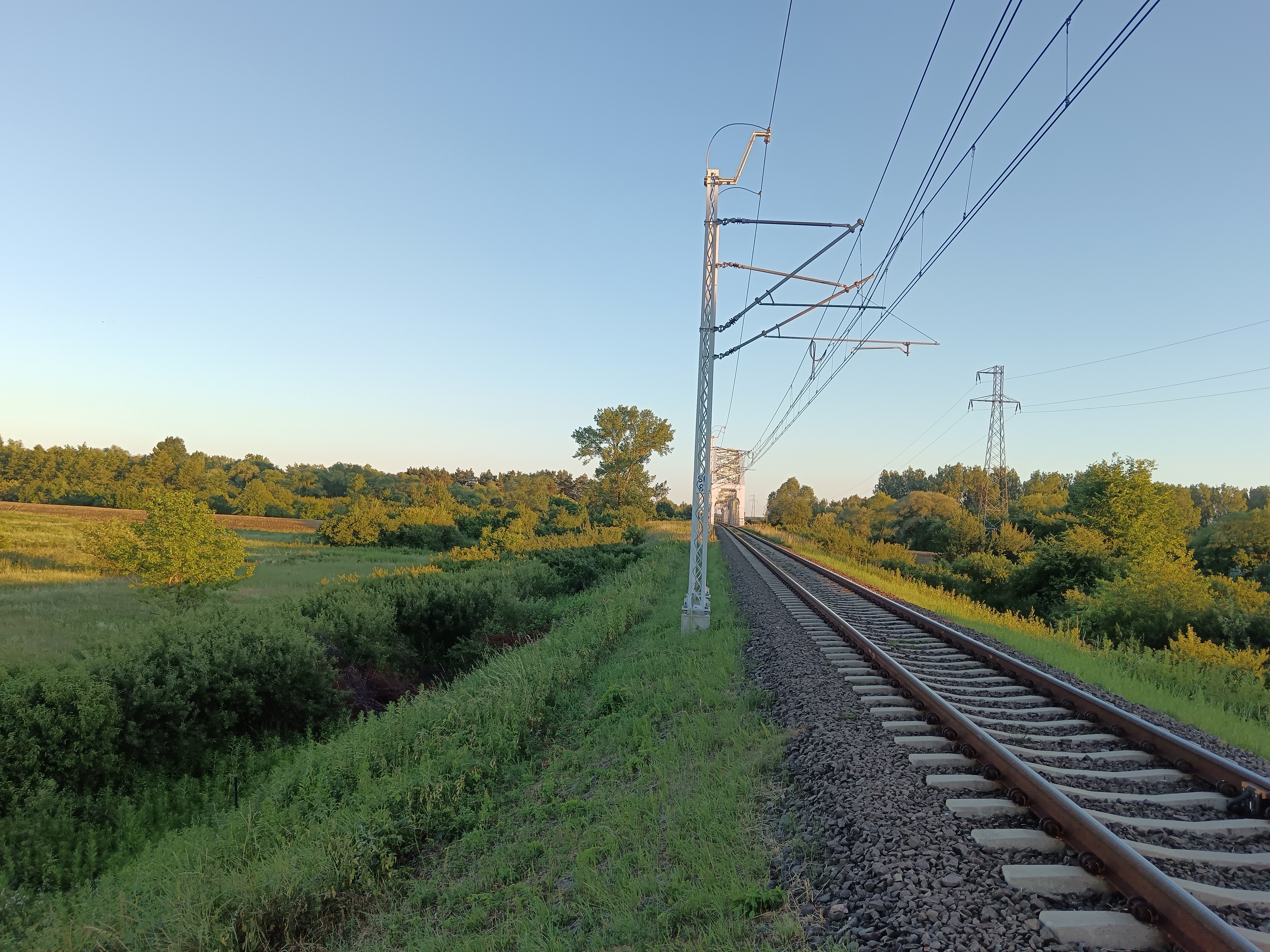
Linia kolejowa i most na Sanie

Most kolejowy w Kępie Rzeczyckiej – trójprzęsłowy stalowy most o konstrukcji kratownicowej i  długości 300 m położony między stacjami kolejowymi Kępa i Pilchów na Sanie, przez który przebiega linia kolejowa nr 68 z Lublina do Rozwadowa.

## Historia
Ze względu na swoje strategiczne znaczenie, most ma za sobą burzliwą przeszłość. 
Pierwszy most drewniany zbudowany został przez Rosjan w 1914 roku w trakcie budowy linii kolejowej Lublin - Rozwadów (linia kolejowa nr 68) potrzebnej do lepszego zaopatrzenia frontu. Most został zburzony podczas działań wojennych I wojny światowej. Po odzyskaniu niepodległości przez Polskę w 1918 roku postawiono tymczasowo kolejną drewnianą konstrukcję mostu. Nową stalową konstrukcję mostu  postawiono w 1922 roku w nowym miejscu - most został przesunięty około 60 m od drewnianego w górę rzeki - po równoczesnej przebudowie przebiegu linii kolejowej od stacji Lipa do stacji Pilchów. Do dziś widoczny jest przyczółek rosyjskiego mostu, fragmenty torowiska i resztki drewnianych pali w nurcie Sanu.   
We wrześniu 1939 roku most posłużył do przemieszczania wycofujących się polskich żołnierzy z  Armii „Kraków” pod osłoną pociągu pancernego Wojska Polskiego II RP nr. 51 Pierwszy Marszałek. 10 września pociąg którym w tym czasie dowodził kapitan Zdzisław Rokossowski przejechał ze stacji Rozwadów na wschodni brzeg Sanu do Zaklikowa; tam dostał zadanie transportu i ochrony amunicji i żywności.12 września, pociąg przydzielono do ochrony mostu. 13 września po uprzednim przygotowaniu go do przeprawy, przeszli po nim wycofujący się żołnierze z 55 Dywizji Piechoty (Rezerwowej), pułkownika Stanisława Kalabińskiego. Rano 14 września, po przejściu ostatnich jednostek, środkowe przęsło mostu zostało zniszczone przez saperów z pociągu pancernego.  
Już na jesieni 1939 Niemcy rozpoczęli odbudowę mostu i wiosną 1940 postawili nową konstrukcję zniszczonego przęsła. Most  nie istniał zbyt długo, bo w 1944 został ponownie zniszczony przez wycofujących się Niemców, aby nacierającym Rosjanom uniemożliwić przeprawę. 
Most na Sanie w Kępie Rzeczyckiej w postaci znanej nam do dziś powstał w roku 1922. Odbudowany po zniszczeniach wojennych w 1946, wykonawcą była firma Mostostal, której ówczesnym dyrektorem był inż. Krzysztof Wołoszyn
W latach 2019–2021 przeprowadzono remont generalny. Wzmocniono konstrukcję mostu i przyczółków, zwiększając tym samym prędkość przejazdu pociągów z 80 km/h do 120 km/h. 

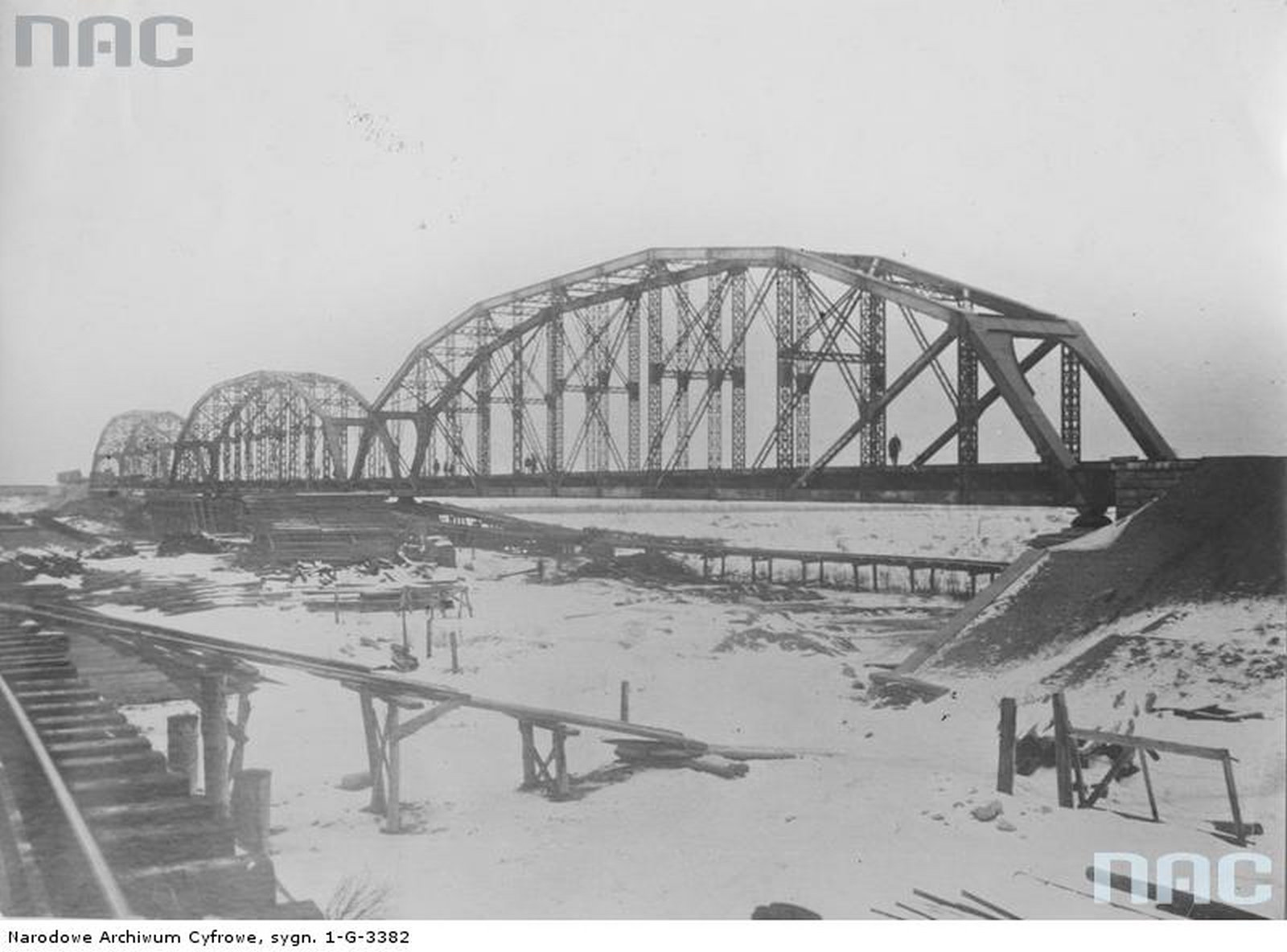
Most kolejowy na Sanie. Po wybudowaniu w 1922
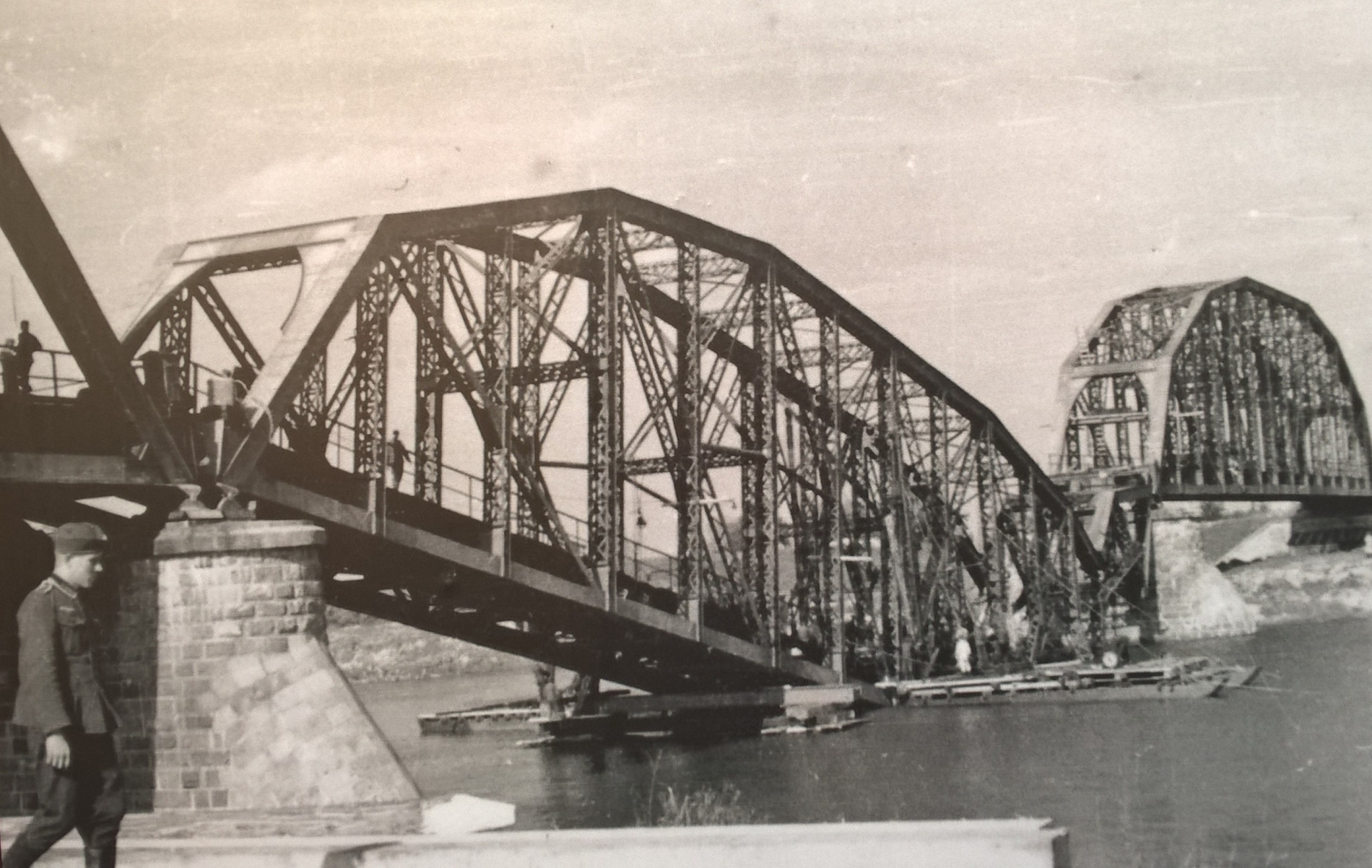
Zniszczony most na Sanie. 1939
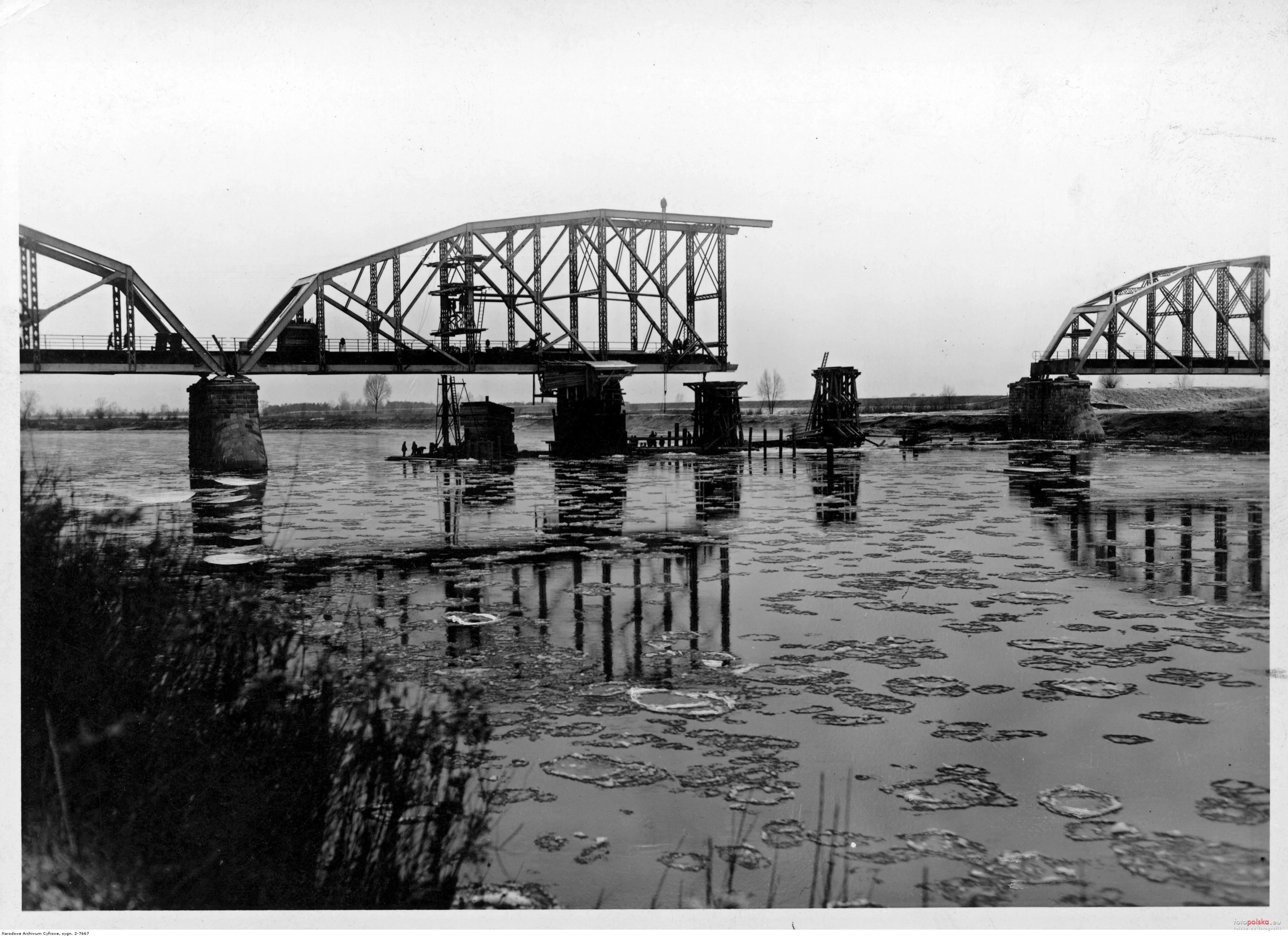
Odbudowa mostu na Sanie przez Niemców. 1939